# Solpuga suffusca
Espèce
Solpuga suffusca est une espèce de solifuges de la famille des Solpugidae.

## Distribution
Cette espèce est endémique d'Afrique du Sud.

## Description
Le mâle holotype mesure 40 mm.

## Publication originale
- Hewitt, 1916 : Descriptions of several species of Arachnida in the collection of the Durban Museum. Annals of the Durban Museum, vol. 1, p. 217–227 (texte intégral).